# Kjalarnes

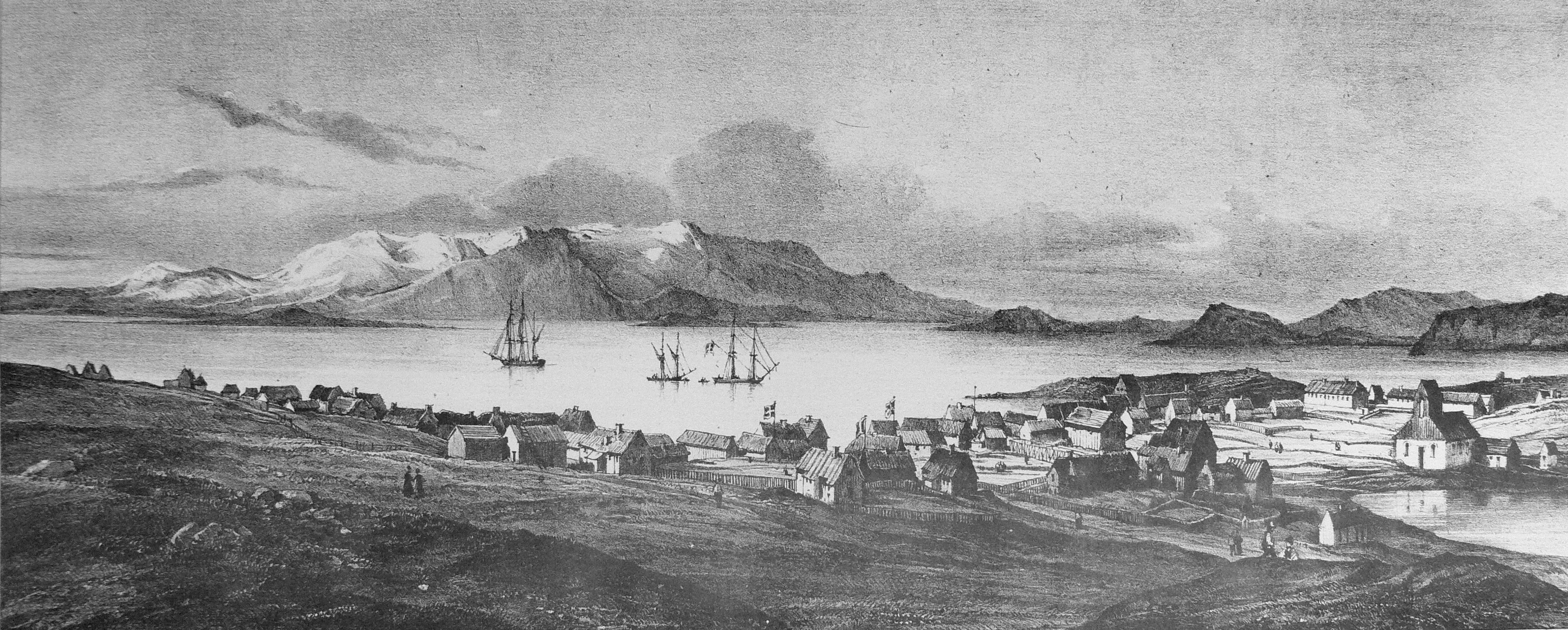
Kjalarnes mit dem Vulkan Esja und dem Ort Reykjavík – um 1835

Kjalarnes ist eine Halbinsel auf Island 10 km nördlich der Hauptstadt Reykjavík. Es ist ein Stadtbezirk der isländischen Hauptstadt Reykjavík.
Sie befindet sich in der Mitte des Faxaflói südlich des Hvalfjörðurs und nördlich des  Kollafjörðurs.
Die Halbinsel besteht aus den von Basalt und Tuff aufgeschichteten vulkanischen Gebirgsmassiv des Esja.
Die größte Siedlung in dem Gebiet ist Grundarhverfi.
Die selbstständige Gemeinde Kjalarneshreppur gehört seit 1998 zu Reykjavík (Reykjavíkurborg).